# 아웃 인 더 다크
아웃 인 더 다크(Out in the Dark)는 이스라엘에서 제작된 마이클 메이어 감독의 2012년 드라마, 멜로/로맨스 영화이다. 마이클 알로니 등이 주연으로 출연하였다.

## 출연

### 주연
- 마이클 알로니
- 니콜라스 제이콥

### 조연
- 자밀 코우리